# Pegli
Pegli (se prononce « Péli ») est un quartier situé à l'ouest de Gênes. 
Autrefois station climatique et balnéaire, il est connu comme le pays aux deux printemps pour son climat favorable.
Du vieux bourg marin peu subsiste, mais c'est encore là qu'est commercialisée une bonne partie de la pêche de la Mer Ligure, y compris les anchois conservés sous sel ; de plus, comme dans la localité voisine, Pra', on cultive ici une variété de basilic utilisé pour confectionner le traditionnel pesto.

## Inspiration pour les peintres
La diversité des maisons, des perspectives et l'originalité de se trouver à flanc de coteau et au bord de la mer de chaque côté de la rue principale, avec une végétation tropicale, une flore luxuriante, les variétés de palmiers, d'orangers, de citronniers, les fleurs à profusion.
Caractéristique, le petit écueil noir à 200 m de la côte, appelé Prìa pulla (pierre poule).

## Pegli aujourd'hui

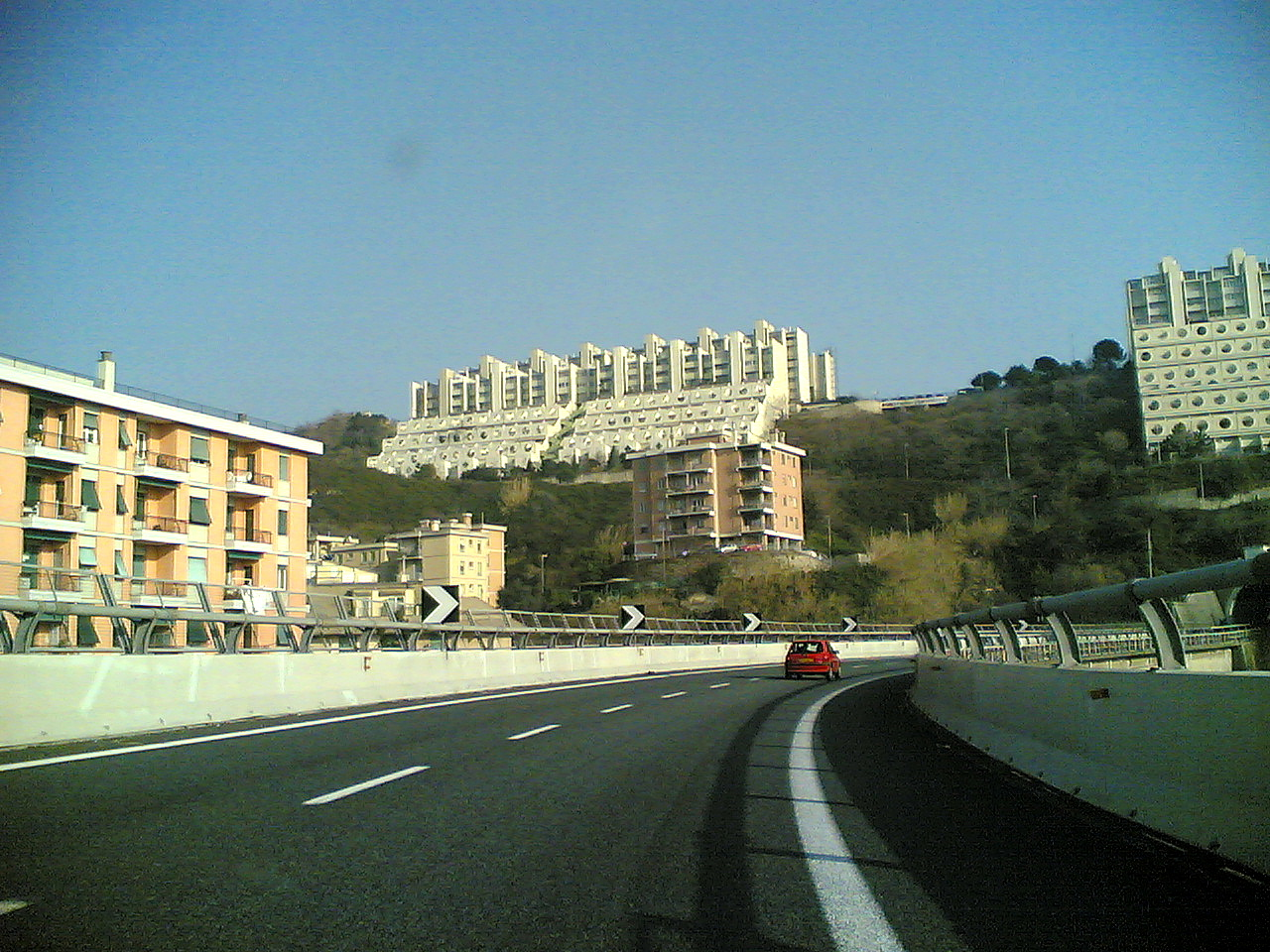
Souvent décrié, l'ensemble architectural sur la colline derrière Pegli, une résidence dite des machines à laver, monstre de l'architecture, qui résulte des constructions massives réalisées jusque dans les années 1990. L'ensemble est composé de deux constructions parallèles (on voit bien l'un des deux sur l'image) qui surplombent le tracé de l'autoroute dei Fiori (des fleurs).

Située entre les quartiers de Sestri Ponente et de Pra', commune autonome pendant un certain temps, Pegli s'est agglomérée, avec 18 autres communes limitrophes, dans la Grande Gênes en 1926. 
À la fin des années 1990 - en vue de la réunion du G8 en 2001 - fut lancée une grande campagne de restauration, y compris l'élargissement de la promenade sur la mer, avec des palmiers provenant de diverses parties du monde.

### Patrimoine bâti
Pegli est aussi connu par les villas de familles nobles installées entre le XVIe et le XIXe siècle : entre autres, la Villa Durazzo Pallavicini, avec le Jardin botanique Clelia Durazzo Grimaldi qui y est annexé, selon le nom de Clelia Durazzo, et dont le palais abrite le Musée d'Archéologie Ligure ; ou encore deux villas de la maison des Lomellini, la Villa Rosa et la Villa Banfi. 
Sur toutes les collines de Pegli, on remarque des villas de style liberty construites comme résidences secondaires ou principales entre le XIXe et le XXe siècle.
Une autre villa remarquable pour son architecture, celle du banquier Adamo Centurione, fut construite sous la direction de l'architecte Galeazzo Alessi. Aujourd'hui, ce palais - appelé Villa Doria Centurione - abrite le musée naval.

### Émigration vers Tabarka (Tunisie) puis la Sardaigne
Beaucoup d'habitants de Pegli ont émigré d'abord sur l'île de Tabarka en Tunisie. Ils y exploitaient un riche banc de corail dont le déclin les incita à s'orienter vers le commerce : l'île a été attribuée en 1540 à la famille aristocratique des Lomellini en gratification de sa médiation lors de la prise du célèbre pirate Dragut. Tabarka a été vidée de sa population par l'action militaire du bey de Tunis en 1741. Les Génois-Tabarquins épargnés par la mort ou l'esclavage se sont réfugiés principalement en Sardaigne sur l'île San Pietro, et sur l'île voisine de Sant'Antioco. On y trouve encore les colonies génoises qu'ils y fondérent : respectivement Carloforte fondée en 1738 par quelques pionniers, et Calasetta. On y parle encore le génois, avec des accents qui remontent aux siècles précédents, reconnaissable malgré quelques mélanges avec le sarde. D'autres Tabarquins, en petit nombre, se réfugiérent en Corse, dans les comptoirs français voisins, et en Espagne (dans l'île de Tabarca), voire à Tunis même, où une petite communauté issue de négociants génois-tabarquins s'était constituée.

### Une spécialité: lafarinata
Autrefois, à l'intérieur des terres, derrière Pegli (val Varenna), des centaines de moulins produisaient la farine de pois chiche, dont on fait la farinata, spécialité du lieu, dont on a un équivalent dans la socca niçoise.

### Agrandissements
Ces dernières années, Pegli s'est agrandie par des constructions : le quartier Giardino (à l'extrémité de la rue qui porte le nom de Bettino Ricasoli), Pegli2 et enfin sur la colline centrale dans la partie haute de la rue Amerigo Vespucci. Mais Pegli garde son aspect aristocratique, d'autant plus qu'aujourd'hui encore s'y trouvent les résidences de personnes célèbres.

### Sépultures remarquables
- Au cimetière de Pegli, à côté de la vieille église paroissiale San Martino, est enseveli Cristoforo Bonavino, prêtre et philosophe du XIXe siècle, né à Pegli et mort en 1895.
- En 2005 a été terminée la tombe de famille de l'architecte Renzo Piano.

## Personnalités liées
- Le pape Benoît XV y est né en 1854 ;
- L'architecte Renzo Piano ;
- Cristoforo Bonavino, alias Ausonio Franchi, y est né en 1821 ;
- Claudia Pastorino chanteuse italienne, y est née en 1965